# Sint-Petruskerk (Groothusen)
De Sint-Petruskerk is een hervormd godshuis in het Oost-Friese plaats Groothusen. Het huidige bouwwerk gaat in de oudste bouwdelen terug op het jaar 1425; de toren is echter ouder en wordt op het jaar 1225 gedateerd. In de vroege middeleeuwen was de kerk een van de zes proosdijkerken van het oude Emsgau (Eemsgo).

## Geschiedenis
De plaats Groothusen wordt gerekend tot de oudste nederzettingen in de gemeente Krummhörn en bestaat sinds de 8e eeuw. Het dorp beschikte lange tijd over een toegang tot de open zee en ontwikkelde zich tot een handelsplaats van lokaal belang. Over de bouw van de eerste kerk zijn geen bronnen beschikbaar, maar vermoed wordt dat de missionaris Liudger er reeds rond het jaar 790 een seendkerk stichtte die aan de heilige Petrus werd gewijd. Vrijwel zeker betrof het een houten kerk waarvan mogelijk nog resten liggen in de warft onder de huidige kerk.
Rond 1200 werd de houten kerk vervangen door een godshuis van tufsteen. Deze kerk was iets kleiner dan het huidige bouwwerk. Bij de bouw van stenen kerken in de Krummhorn werd vooral gebruikgemaakt van tufsteen. Deze tufsteenkerken zijn voornamelijk langs de voormalige kuststrook en aan de riviermondingen te vinden. Het benodigde materiaal werd uit Andernach aan de Rijn via waterwegen over Deventer en Utrecht naar Oost-Friesland vervoerd. Rond 1225 werd ten oosten van de kerk de romaanse toren gebouwd.
In het jaar 1424 werd het oude kerkschip afgebroken en door gotische nieuwbouw vervangen. Daarbij werd het afbraakmateriaal van de voorganger opnieuw gebruikt, aangevuld met nieuwe bakstenen. Ook rond de klokkentoren werden bakstenen muren opgetrokken. Tevens werd de toren met het kerkschip verbonden, dat oorspronkelijk door een apsis was afgesloten.
Na de reformatie kreeg Groothusen een lutherse predikant toegewezen, die later wegens zijn lutherse leer werd afgezet. Sindsdien drukt de gereformeerde leer het stempel op de Groothusener kerkgemeenschap. Tegenwoordig telt de gemeente ongeveer 500 leden.

## Beschrijving

### Het gebouw

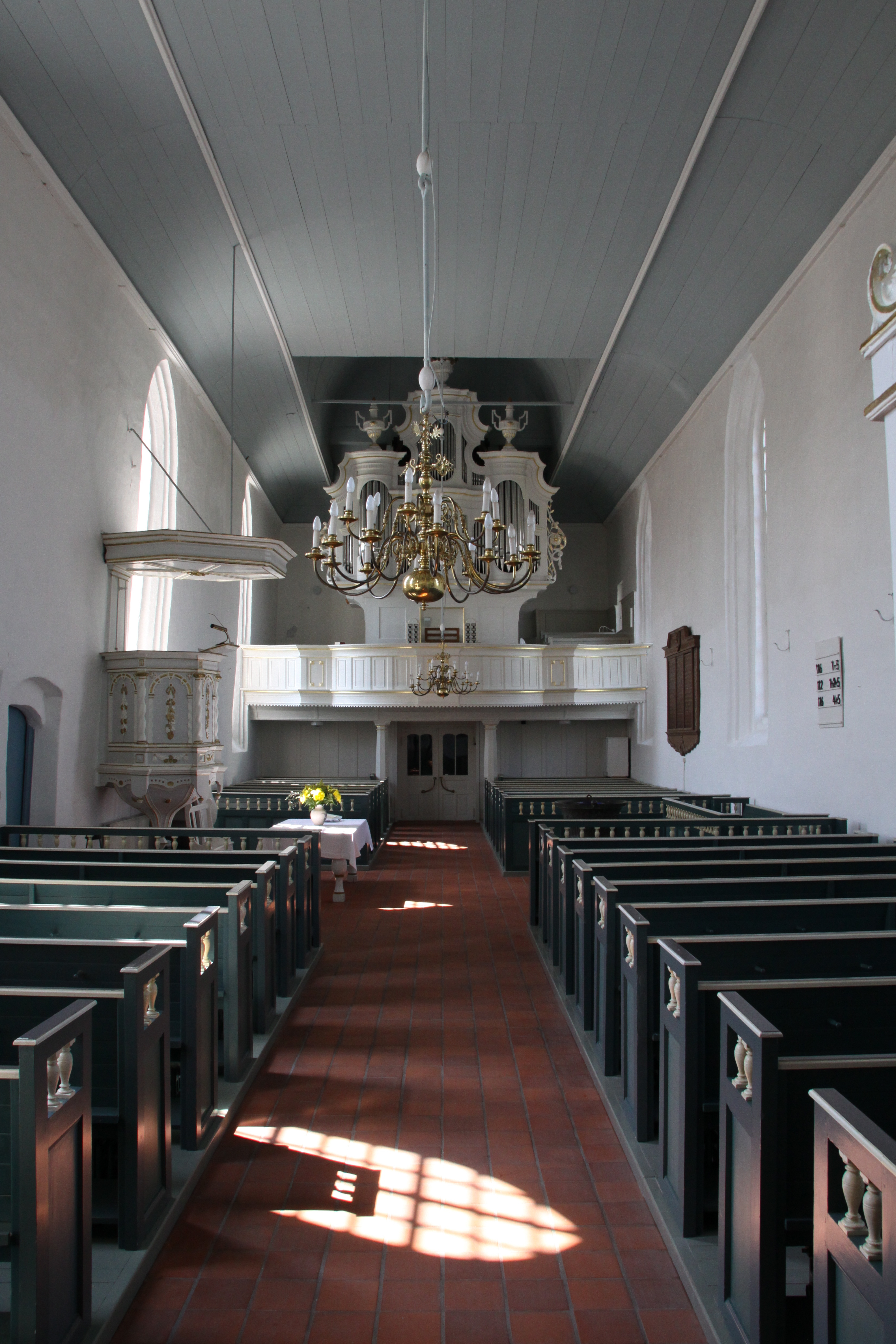
Overzicht kerkschip

Het kerkschip werd in gotische stijl gebouwd, de oudere kerktoren in romaanse stijl. Langs de zijmuren van de noord- en zuidzijde zijn getrapte steunberen aangebracht. Oorspronkelijk kende de kerk drie ingangen. De tegenwoordig dichtgemetselde lage poort aan de noordzijde diende als toegang voor de vrouwen. Men noemt dit ook wel een noormannenpoortje, al waren de invallen van de Noormannen 250 jaar eerder.
De zuidelijke toegang was voorbehouden voor mannen en speciale gelegenheden zoals huwelijken. Later werd er een voorbouw voor geplaatst die tegenwoordig als hoofdingang dient, terwijl het grotere en rijker uitgevoerde westportaal voor bijzondere gelegenheden wordt geopend.
De grote oorspronkelijk vrijstaande toren werd pas in 1425 met het kerkschip verbonden en heeft grote romaanse galmgaten. Ongewoon voor een gereformeerde kerk is de lutherse zwaan als windvaan op de slanke spits op het zadeldak. In de toren hangen drie klokken. De klokken werden tijdens de Tweede Wereldoorlog in beslag genomen, maar voor omsmelting behoedt. In 1947 keerden de klokken terug naar de kerk en luiden sindsdien weer dagelijks om 08:00 uur, 12:00 uur en 18:00 uur. Een van de klokken werd gegoten in 1773, de overige twee klokken zijn in 1925 gegoten en vervingen de klokken die in de Eerste Wereldoorlog in beslag werden genomen en wel werden omgesmolten. Het renaissance uurwerk naast het galmgat in de zuidzijde van de toren is een werk uit het jaar 1599.

### Inrichting
Van de inrichting voor de reformatie is niet meer over. Alle beelden en afbeeldingen in de kerk werden verwijderd. De kerkruimte werd volledig opnieuw ingericht, waarbij de oriëntatie op de preekstoel kwam te liggen in plaats van op het koor.
In het koor liggen enkele grafzerken die oorspronkelijk midden in de kerk lagen en later werden verplaatst. De mooiste zerk is van Adda van Meckenborch die stierf in 1590. Aan de oostelijke zijde staan de herenbanken, versierd met de wapens van de voormalige bezitters van de Osterburg en de Westerburg. Het doopvont van het jaar 1454 is het oudste bronzen doopbekken van Oost-Friesland en werd gemaakt door de klokkengieter Ghert Klinghe. Op het bekken zijn de kruisiging, een Madonna, de apostelen en de heilige Mauritius afgebeeld. Het bekken wordt gedragen door vier jeugdige diakenen. Enkele jaren geleden werd op de vloer van de pastorie een waardevolle, vergulde laatgotische priesterkelk gevonden.
Het orgel aan de westzijde werd door Johann Friedrich Wenthin in de rococostijl gebouwd en op 10 mei 1801 in gebruik genomen. Het instrument werd in de jaren 80 volledig gerenoveerd.

## Afbeeldingen

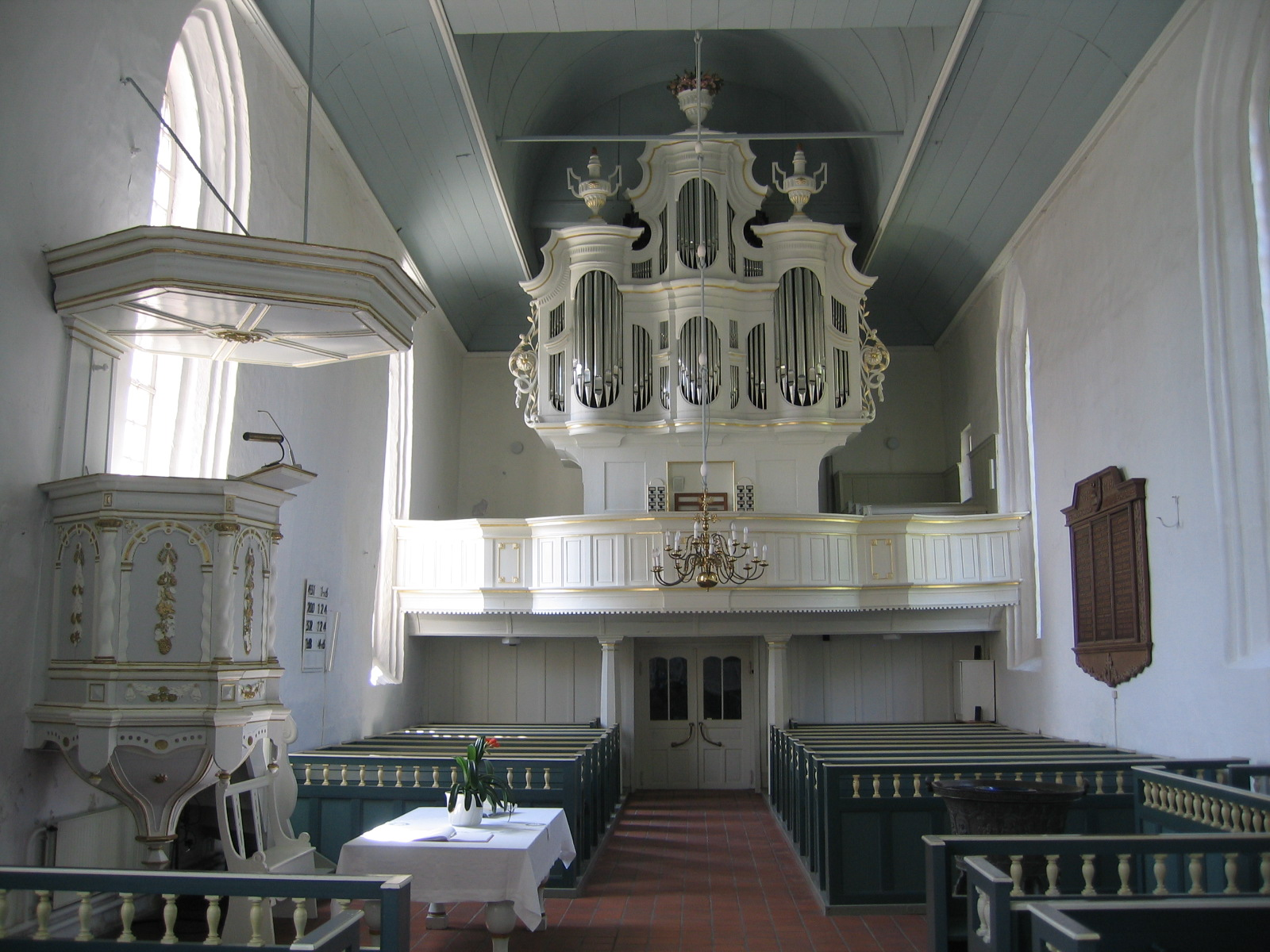
Kansel en preekstoel
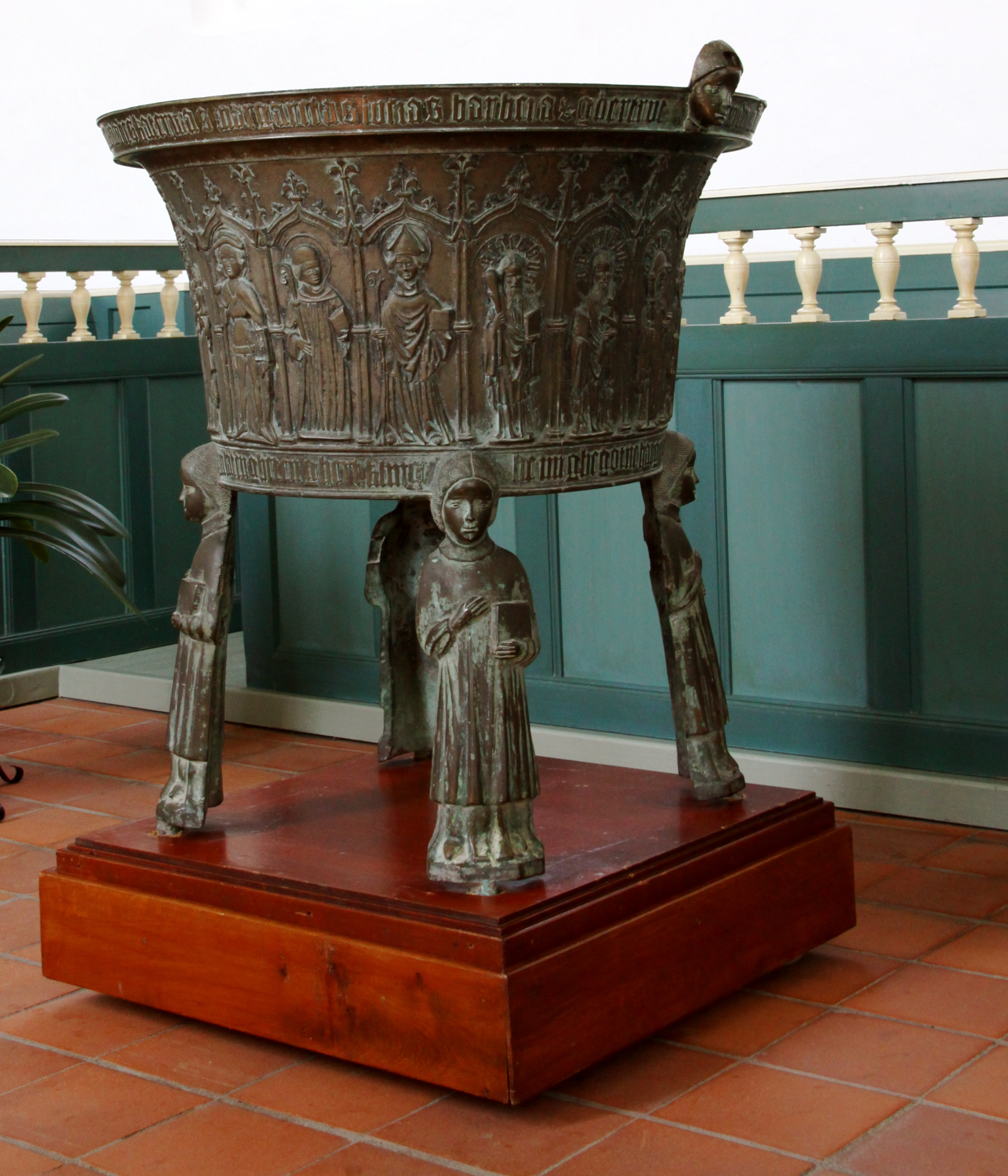
Doopbekken
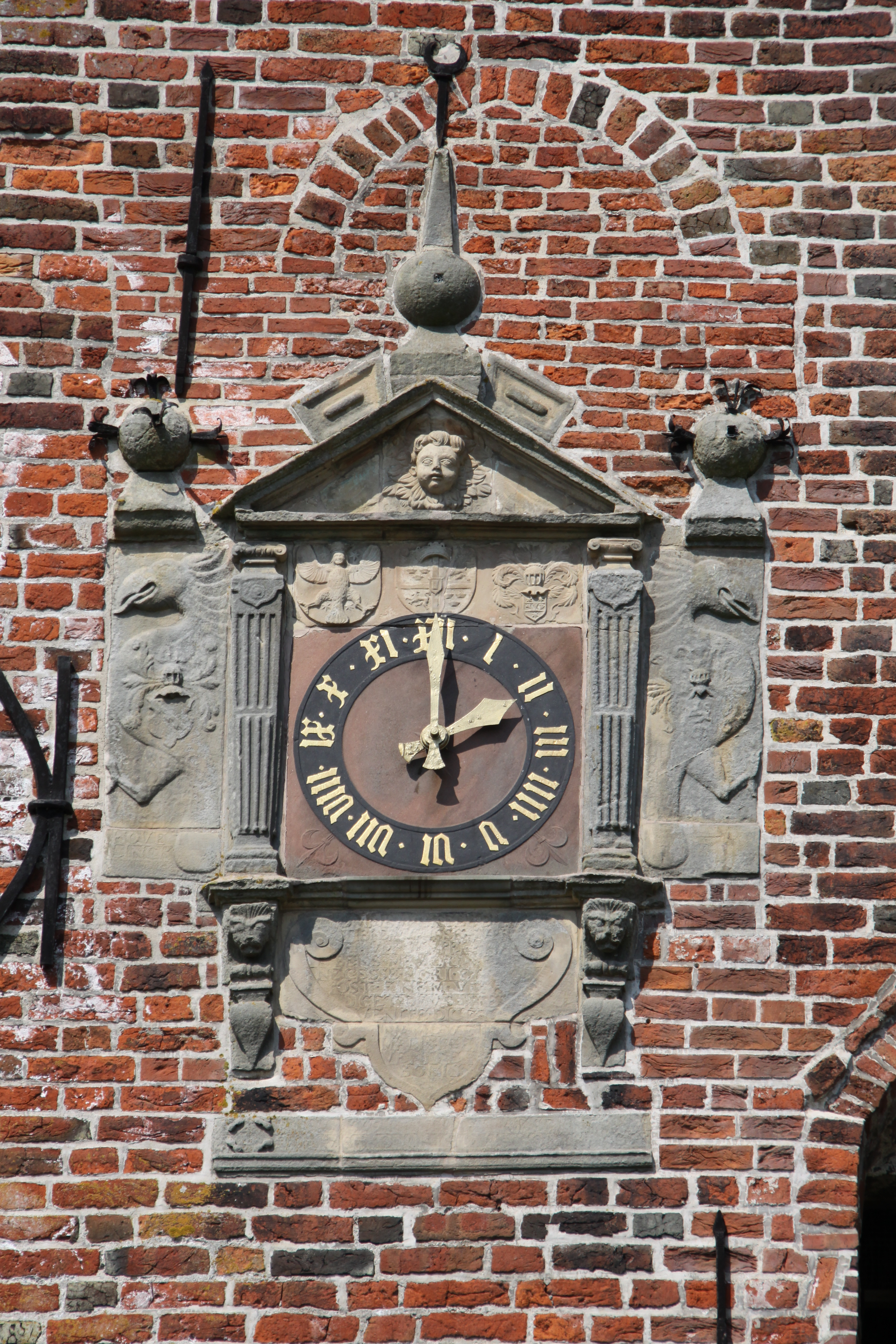
Renaissance uurwerk